# Ephrem Coppeaux
Ephrem Coppeaux est un homme politique français né le 15 février 1870 à Esquéhéries (Aisne) et décédé le 10 juin 1931 à Fourmies (Nord).
Tisseur, puis épicier, il est maire de Fourmies de 1908 à 1931, conseiller général du canton de Trélon de 1919 à 1931 et député du Nord, inscrit au groupe SFIO, de 1924 à 1928. 

### Sources
- « Ephrem Coppeaux », dans le Dictionnaire des parlementaires français (1889-1940), sous la direction de Jean Jolly, PUF, 1960 [détail de l’édition]